# George Turner (Radsportler)
George Turner (* 3. Juni 1915 in Ottawa; † 21. August 1965 ebenda) war ein kanadischer Radrennfahrer und nationaler Meister im Radsport.

## Sportliche Laufbahn
Turner war im Straßenradsport und im Bahnradsport aktiv. 1931 begann er mit dem Radsport. 1936 startete er bei den Olympischen Sommerspielen in Berlin. Er hatte zuvor das Qualifikationsrennen in Toronto gewonnen. Im olympischen Straßenrennen wurde er mit anderen Fahrern auf dem 16. Rang klassiert. Die kanadische Mannschaft mit Lionel Coleman, Rusty Peden, George Turner und George Crompton kam nicht in die Mannschaftswertung. Turner startete auch auf der Bahn. In der  Mannschaftsverfolgung kam Kanada auf den 9. Rang.
Turner gewann die nationale Meisterschaft im Straßenrennen 1934 und startete im Bahnradsport bei den Commonwealth Games. 